# Masia de l'Oriol
La Masia de l'Oriol és una masia situada al municipi de Térmens al costat de la Masia del Manuquer, a 218 metres d'altitud a la comarca de la Noguera.